# Flashkaart
Een flashkaart, geheugenkaart of flitskaart (Engels: flashcard) is een kaartje met op de ene zijde een vraag of aanwijzing en op de andere zijde het antwoord. Flashkaarten worden gebruikt als leermiddel. Bijvoorbeeld bij het leren van woorden, concepten, geschiedkundige datums, of formules. Er bestaan ook een aantal computertoepassingen hiervoor.

## Leitner leermethode
Een van de populairste manieren om efficiënt flitskaarten te gebruiken, werd ontwikkeld door de Duitser Sebastian Leitner in de jaren 70. Deze werkwijze, bekend als de Leitner-leermethode, verdeelt de flitskaarten in verschillende groepen afhankelijk van hoe goed men elk kaartje reeds kent. Het principe werkt als volgt: (1) men probeert zich de oplossing van een flitskaarten te herinneren, (2) in geval van succes, verplaatst men het kaartje naar de volgende groep, (3) als men het niet weet, wordt het kaartje terug naar de eerste groep verplaatst.

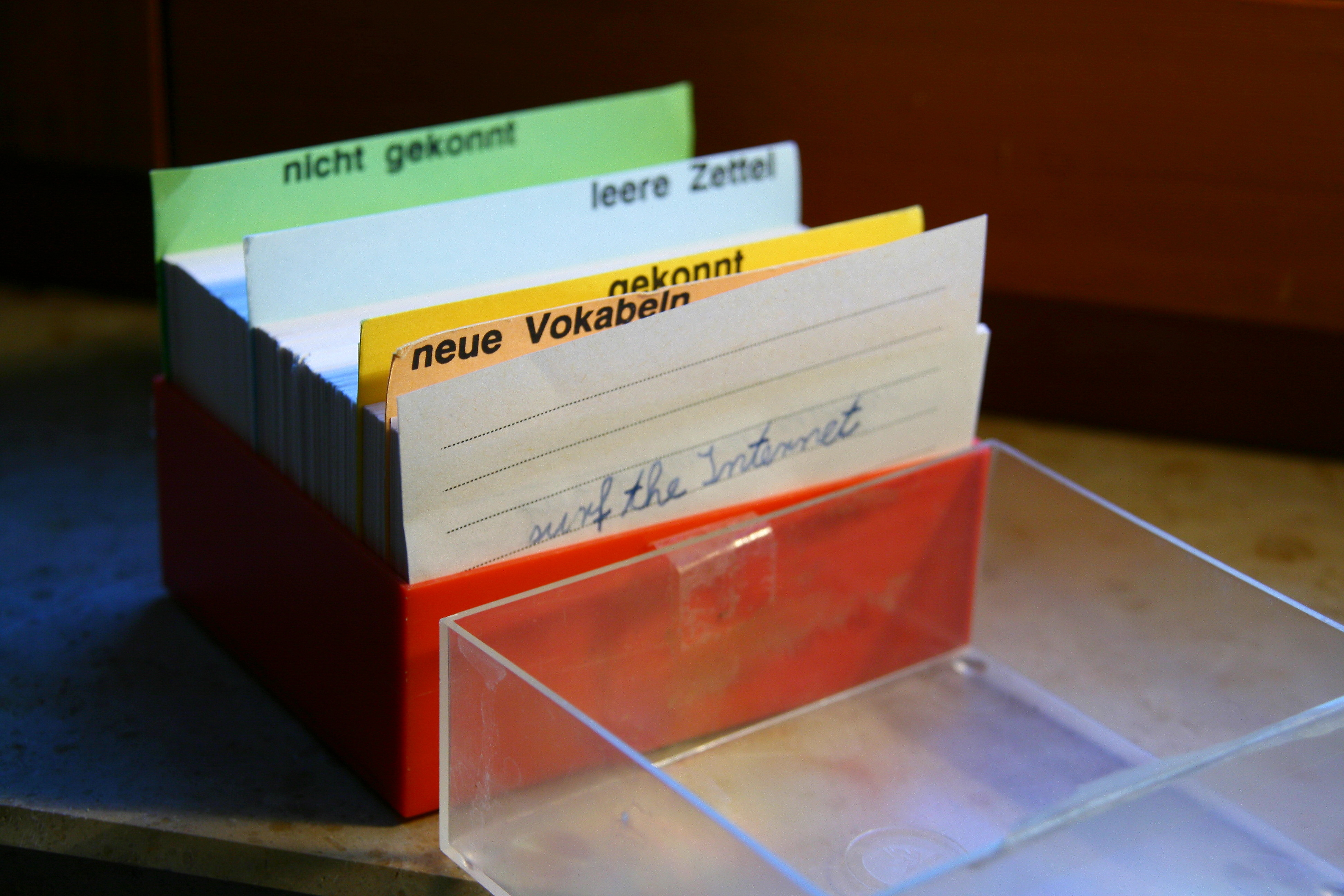
flitskaarten

Bijvoorbeeld: veronderstel 3 groepen genaamd Groep 1, Groep 2 en Groep 3. De kaartjes in Groep 1 zijn degene die u vaak fout beantwoordt, en Groep 3 zijn degene die u zeer goed kent. U kan dan beslissen om de kaartjes van Groep 1 elke dag te studeren, en de kaartjes van Groep 2 elke week. Als u een kaartje uit Groep 1 kent, kan u beslissen om het naar Groep 2 te verplaatsen. Als u een kaartje uit Groep 2 verkeerd beantwoordt, kan u beslissen om het terug naar Groep 1 te verplaatsen, zodat u verplicht wordt om dit kaartje terug vaker te oefenen.
Het voordeel van de Leitner-leermethode is dat u voortdurend kan focussen op de moeilijkste kaartjes, die zich in de eerste groep(en) bevinden. De bedoeling is om de leertijd sterk te kunnen inkorten.
Gelijkaardige ideeën werden geïmplementeerd in computergestuurde leermethodes, die vaak gebruikmaken van elektronische flitskaarten. Er zijn verschillende softwareprogramma's beschikbaar om met flitskaarten te werken.